# 生化危機之變種生還者
《2002惡靈古堡》（英語：Resident Evil）是一部2002年上映的動作恐怖片，由保罗·W·S·安德森身兼編劇及導演，為《惡靈古堡》系列電影的首作。本片以卡普空出品的《生化危機》系列遊戲為藍本，劇情時間點早在遊戲首作之前。在電影中，保護傘公司的地下秘密實驗室發生病毒外洩，米拉·乔沃维奇飾演失憶的女主角艾莉絲，她在一棟豪宅醒來並被一支保護傘公司特種部隊找到，便與他們一同到地下，將封鎖實驗室導致全員死亡的人工智能電腦「紅后」給關閉。
遊戲首作於1996年問世，康斯坦丁影业在隔年便買下電影版權。以《活死人之夜》聞名的恐怖片導演喬治·安德魯·羅梅羅一度將擔任編導，他的劇本更為貼近遊戲情節和風格，但沒有被接受。2000年，執導遊戲改編電影《魔宮帝國》並獲成功的安德森接任編導，並在隔年正式開拍。電影主要在德國柏林拍攝，並以柏林地鐵作為地下空間的拍攝地。電影原創配樂由馬可·貝爾特拉米與搖滾歌手瑪麗蓮·曼森合力創作，以電子音樂構成。
本片先於2002年3月15日在美國上映，隨後也在歐亞各國上映。影評人對本片抱持褒貶不一的評價，主要批評內容俗套空泛且劇情欠完善，有的評論則認可本片提供的感官刺激。電影在全球擁有1.03億美元的票房，並入圍土星獎最佳恐怖電影。本片的續集《惡靈古堡2：啟示錄》緊接著投入製作，在2004年上映，全系列一共六集。

## 劇情概要
故事設定在21世紀初，美國最大企業保護傘公司在拉昆市地底的生化實驗室「蜂巢」裡秘密開發生化病毒武器。電影開場中，一名不明人士將病毒存放庫裡的兩種病毒「T病毒」與「G病毒」洗劫一空，離去前摔碎一瓶T病毒，使病毒藉由空調系統散播。控制蜂巢的人工智能電腦「紅后」偵測到病毒後將蜂巢全面封死，並釋出滅火劑殺死裏頭的所有人。
五小時後，作為蜂巢秘密出入口的宅邸裡，一名叫艾莉絲的失憶女人醒來。她先是被名叫麥特的男子抓住，隨後七名保護傘特種部隊隊員突然闖進宅邸，並逮捕了不速之客麥特。特種部隊的任務是進入蜂巢，將殺死所有人的紅后關閉。艾莉絲與自稱警察的麥特隨特種部隊一起坐進通往蜂巢的地下火車，眾人在火車上遇到男子史賓斯。史賓斯和艾莉絲原是負責看守蜂巢入口的假夫妻，兩人同因蜂巢的防衛系統而失憶。
進入蜂巢後，特種部隊因為實驗室淹水而被迫改走B食堂，電腦機械師卡普蘭在主機房將紅后關閉，但隊長與其他三名隊員已先死於控制室的雷射防禦系統。紅后的關閉導致蜂巢的通道全部開啓，如殭屍一般的T病毒感染者逐漸湧出，隊員小雨被咬傷，隊員傑迪在撤離過程中開錯門而被拖去吃掉。艾莉絲的記憶逐漸恢復，甚至能本能使出戰鬥技術。麥特實際上是打算揭發保護傘公司內幕的人，一名線人承諾幫忙取得病毒，最後卻私吞病毒。艾莉絲依稀記得自己就是線人，但沒有說出來。
艾莉絲與麥特爲了逃離殭屍而跑回紅后控制室，與小雨等人相遇。宅邸的防爆門出口會在一小時內永遠關閉，艾莉絲重啓紅后問出了出路，並得知有關病毒的幕後資訊。眾人從地下通道逃跑，最終艾莉絲、麥特、小雨和史賓斯四人抵達淹水的實驗區，卡普蘭未能跟上。小雨漸漸變成殭屍，艾莉絲在實驗區想起可以在病毒庫找到T病毒的解藥G病毒，然而病毒庫裡的兩種病毒已全部被拿走。史賓斯恢復記憶後，表示艾莉絲並沒有背叛，自己才是偷走病毒的人。
史賓斯將艾莉絲等三人鎖在實驗室，回到火車站後被逃脫的變種實驗生物「舔食者」殺死。留下來的卡普蘭幫助艾莉絲等三人脫困，眾人到火車站並坐上火車。舔食者爬上火車追擊，卡普蘭被它丟出火車致死。麥特不得不射殺徹底變成殭屍的小雨後，按下底部艙門開關讓舔食者落入車底，最後燒死在軌道上。艾莉絲與麥特在防爆門完全關閉之前逃回宅邸，但麥特因爲被舔食者抓傷而開始變異。此時一群核生化防護員突然闖進宅邸，將麥特帶至「奈密斯計畫」並制伏了艾莉絲，這群人的首領下令再派小隊開啓蜂巢。
艾莉絲再度醒來後發現自己在拉昆市醫院的病房，並已被注射多種藥物。一到室外，艾莉絲見到整座城市已經天翻地覆，於是拿了一把散彈槍準備面對已被全面感染的拉昆市。

## 演員
- 米拉·乔沃维奇飾演艾莉絲：在宅邸醒來的失憶女子。實際上是保護傘公司雇員，負責看守宅邸的蜂巢（The Hive）秘密入口。
- 米歇尔·罗德里格兹飾演小雨（Rain）：特種部隊成員。
- 艾力·馬比烏斯飾演麥特（Matt）：闖入宅邸、自稱是警察的男子。實際上是前科累累的環保主義者，與妹妹麗莎合作欲揭穿保護傘公司的內幕。
- 詹姆斯·鲍弗飾演史班遜（Spence）：艾莉絲的伴侶，同樣失憶。實際上是艾莉絲的同僚，兩人的婚姻只是偽裝。
- 馬汀·克魯斯飾演克普蘭（Kaplan）：特種部隊成員，負責處理電腦。
- 科林·薩爾蒙飾演一（One）：特種部隊隊長。
- 海克·瑪卡琪飾演麗莎（Lisa）：麥特的妹妹，蜂巢的職員之一。
- 莉茲·梅·布萊斯（英语：Liz May Brice）飾演梅迪（Medic）：特種部隊成員。
- 帕斯夸莱·阿莱阿尔迪飾演傑迪（J.D.）：特種部隊成員，小雨的情人。
- 托斯滕·耶拉貝克（Torsten Jerabek）飾演特種部隊成員#1
- 馬克·羅根-布萊克（Marc Logan-Black）飾演特種部隊成員#2
- 米歇拉·迪克爾（Michaela Dicker）飾演紅后（Red Queen）的全息影像：掌管蜂巢的頂尖人工智能系統，當入侵者進入主機室時，會出現一個小女孩的全息影像以嚇阻入侵者。
- 傑森·艾塞克飾演開場旁白[10]/醫生（未掛名）：片尾看著艾莉絲的醫生之一，並下令組一支團隊重啟蜂巢。

## 製作團隊
取自片尾製作人員名單：
- 導演、編劇：保罗·W·S·安德森
- 製片人：伯恩德·艾辛格（英语：Bernd Eichinger）、山謬·哈迪達（英语：Samuel Hadida）、傑瑞米·波特（英语：Jeremy Bolt）、保罗·W·S·安德森
- 原作：卡普空電子遊戲《生化危機》
- 英國選角導演：蘇珊·M·史密斯（Suzanne M. Smith）
- 美國選角導演：羅賓·芮（Robyn Ray）
- 攝影指導：大衛·強森（David Johnson）
- 剪輯：亞歷山大·伯納（Alexander Berner）
- 視覺效果總監：理查·尤里奇克（英语：Richard Yuricich）
- 原創配樂：馬可·貝爾特拉米、瑪麗蓮·曼森
- 音樂總監：麗茲·加拉切爾（英语：Liz Gallacher）
- 美術設計、服裝設計：理查·布里吉蘭（Richard Bridgland）
- 化妝：哈索·馮·雨果（Hasso von Hugo）
- 特效化妝：Animated Extras International
- 數位視覺效果：The Computer Film Company（英语：Framestore）（倫敦部門）
- 執行製作：克里斯汀·羅特（Christine Rothe）
- 聯合製片人：克里斯·賽姆斯（Chris Symes）
- 執行製片人：勞勃·庫澤（英语：Robert Kulzer）、維克特·哈迪達（Victor Hadida）、丹尼爾·克萊斯基（Daniel Kletzky）、岡本吉起
- 製片公司：康斯坦丁影业、New Legacy Film、Davis Films（英语：Davis Films）、Impact Pictures（協力）[1]
- 贊助：柏林與布蘭登堡電影委員會（英语：Medienboard Berlin-Brandenburg）、電影推廣機構（德语：Filmförderungsanstalt）（FFA）、巴伐利亞影視基金（英语：FilmFernsehFonds Bayern）

## 製作過程

### 初期發展
《生化危機》是一系列由日本遊戲公司卡普空出品的恐怖遊戲，系列首作於1996年發行。1997年1月，德國製片公司康斯坦丁影业買下《生化危機》的電影改編權，並聘請編劇艾倫·B·麥可羅伊來撰寫劇本。麥可羅伊的《惡靈古堡》劇本初稿標記於1997年5月29日完成。1998年4月，IGN證實荷蘭導演喬治·斯魯伊澤將執導改編電影，麥可羅伊仍是劇本寫手。麥可羅伊的劇本最終未被採用，他為《毀滅戰士》撰寫的改編劇本也遇到相同的命運。《PlayStation杂志》1998年5月號介紹了麥可羅伊的劇本內容，稱劇本充滿動作和驚悚要素且十分暴力。劇本情節和原版遊戲相似，且包含遊戲裡的所有主要角色和怪物。不過麥可羅伊也做了一些改動，例如該劇本並未提及保護傘公司和特殊戰略及救援部隊（S.T.A.R.S.），而是聚焦另一組特種部隊，他們在先前派出的SWAT小組全滅後，奉政府當局之命接下營救宅邸實驗室的科學家的任務，但部隊成員在過程中發現整個任務實為陷阱，他們被當成醫學實驗的樣本。
1998年，卡普空聘請美國導演喬治·安德魯·羅梅羅執導了遊戲《生化危機2》的真人電視廣告。羅梅羅以殭屍片《活死人之夜》成名，《生化危機2》的遊戲監督三上真司本身也受羅梅羅的作品影響甚深。雖然廣告僅30秒長且只在日本播出，羅梅羅仍獲得廠商青睞，被安排為《惡靈古堡》改編電影的編劇兼導演。羅梅羅花了六週寫下劇本初稿，約完成於1998年9月至10月，劇本內容相當貼近初代遊戲的情節，同以史賓賽宅邸為主要場景，並有系列遊戲的角色出現。克里斯·雷德菲爾與吉兒·范倫廷擔綱主角，兩人之間有浪漫情愫。巴瑞·巴頓、瑞貝卡·錢伯斯、艾達·王與亞伯·威斯卡也一併登場。該劇本的結局和初代遊戲的「最佳結局」類似。羅梅羅提過，他要求秘書玩通整個遊戲並錄下過程，讓他當作研究素材。
1999年年中，羅梅羅向GameSpot透露，卡普空有意讓電影與遊戲第三作《生化危機3 最終逃脫》一同問世。他也提到《惡靈古堡》電影版將有頗高的預算，為了確保票房，該片在美國發行時應該不會超出R級。當時網路上流傳的演員包含萨曼莎·马西斯、傑森·派屈克和布魯斯·坎貝爾。2000年5月，卡普空的遊戲製作人岡本吉起在电子娱乐展上向《电子游戏月刊》表示，羅梅羅因為寫的劇本不夠好而被解雇了。羅梅羅一共寫了五稿或六稿，他在2013年談到，當時卡普空和康斯坦丁影业的一些成員都很喜歡他的劇本，但康斯坦丁影业的總裁伯恩德·艾辛格表示「這不是我想要的」。2019年，匹茲堡大學收藏了一批羅梅羅的文獻，當中便包含羅梅羅和麥可羅伊所寫的劇本。

### 企劃成形

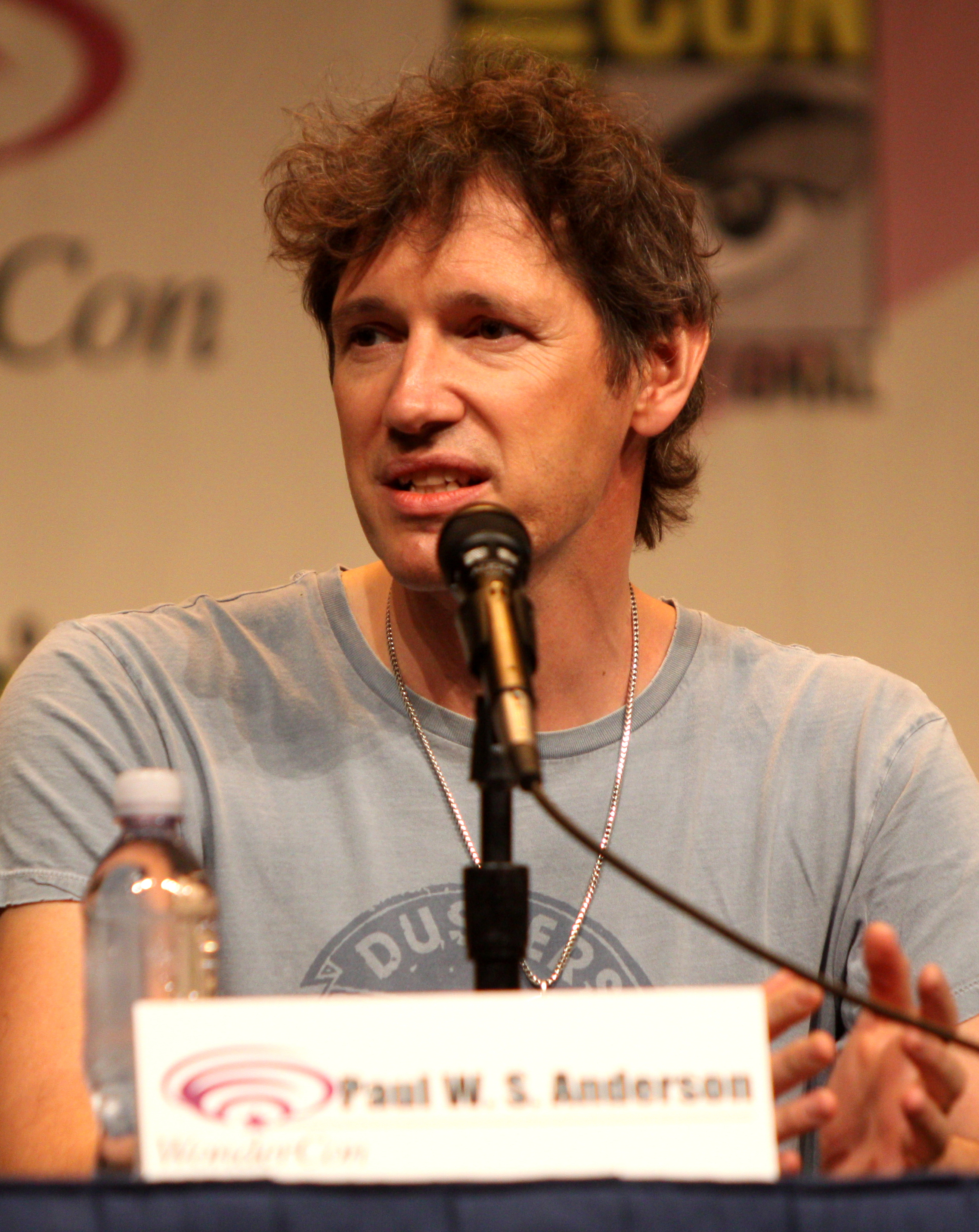
保罗·W·S·安德森（攝於2012年）

2000年10月，《綜藝》雜誌報導稱，英國導演保罗·W·S·安德森將擔任改編電影的導演及編劇。安德森先前執導的低預算電影《魔宮帝國》是首批賣座的電子遊戲改編電影之一。前兩作《惡靈古堡》遊戲令安德森花了兩周沉浸其中，他看出遊戲的大銀幕潛力，特別是遊戲給人的恐懼感和羅梅羅作品的色彩。安德森寫了一份名為「不死」（Undead）的劇本，並形容該劇本是對遊戲的「抄襲」。康斯坦丁影业總裁艾辛格對該劇本備感興趣，安德森便將之發展成《惡靈古堡》的電影劇本。
原著遊戲屬於緩慢發展的恐怖故事，羅梅羅劇本的整體風格也與之相近。相較之下，安德森的劇本被形容為高科技風格的快節奏動作片，帶有《駭客任務》的風格。安德森的劇本是原創的前傳故事，解釋了初代遊戲並未說明的T病毒來由。劇本的時間線比初代遊戲早一個月，結尾則銜接至遊戲第二作的開頭。安德森覺得設定為前傳是良好的做法，一方面可顧及不熟悉遊戲的觀眾，另一方面也吸引想一窺前傳故事的《惡靈古堡》玩家。為了維持電影的緊張感，安德森創造了一批新角色，因為若使用遊戲角色（例如吉兒·范倫廷），遊戲粉絲不用看便知有誰會活到最後。艾莉絲的設計是為了讓遊戲粉絲感到創新，不過宅邸和地下實驗室都是初代遊戲中玩家熟悉的場景。艾莉絲的角色名引用自經典文學《爱丽丝梦游仙境》，紅后（Red Queen）和宅邸（設定名稱是「Looking Glass House」）則是向《愛麗絲鏡中奇遇》致敬。這是因為安德森覺得女主人翁和爱丽丝的遭遇類似，兩者都是在地下探險並遭遇怪異事物。
根據《綜藝雜誌》報導，電影由康斯坦丁影业與Impact Pictures（安德森和傑瑞米·波特的公司）合力製作，安德森、波特與艾辛格擔任監製，山謬·哈迪達後來也確認是監製之一。康斯坦丁影业與Intermedia共同出資並分擔電影發行業務。2000年10月，據報導，電影預計於隔年初開拍，預算為4000萬美元，計畫於2001年萬聖節檔期上映。2001年5月，索尼影業旗下哥倫比亞影業欲取得本片的美國代理權，正在進行最終洽談，最終在7月由康斯坦丁影业宣布成交。約一個月後，索尼將本片定檔於2002年第三季度上映。同屬索尼旗下的幕寶電影公司在同年稍晚接手美國代理，上映時間定於2002年4月5日。2001年12月，美國檔期提前至2002年3月15日。本片的片名一度訂為。

### 演員
2000年12月，《衛報》等英國媒體報導，米拉·乔沃维奇將擔綱本片主演，飾演殭屍殺手艾莉絲。乔沃维奇和其弟會一起玩《惡靈古堡》，由於喜歡該作品，她主動向安德森自薦演出，最終被選上。製片人傑瑞米·波特表示，乔沃维奇對本片而言是難得人才，長相合適且氣質有深度，而且還適合使槍。為了飾演該角色，乔沃维奇接受了使用槍枝和武術的訓練。根據安德森的說法，因為艾莉絲的服裝設計，乔沃维奇在拍戲時無法戴著護腕等防護設備，所以片尾艾莉絲身上的瘀傷都是真實的。乔沃维奇拍完本片後在2003年3月和安德森訂婚。
2000年12月稍晚，有報導稱米歇尔·罗德里格兹正在協商參演電影，若談妥的話將飾演同樣對抗殭屍的小雨。製片人波特希望找一名獨立電影女演員來搭配已是國際巨星的乔沃维奇，達到平衡的效果，最後注意到剛以《女生出拳》（2000年）大放異彩的罗德里格兹。罗德里格兹自稱是遊戲的粉絲，也嚮往演出雪歌妮·薇佛類型的女英雄，她為了演出本片而推辭了耐克的廣告合作。小雨在劇本原本只是個小角色，但安德森看中罗德里格兹那勇猛強悍的特質，給她更多發揮空間。2001年3月初，《綜藝》雜誌報導詹姆斯·鲍弗加入劇組，罗德里格兹也已成為卡司一員。
演員們接受了前海豹部隊成員傑梅斯·巴特勒（Jaymes Butler）的三週訓練，內容包含特種部隊訓練（攻佔建築物）、攀岩和武術。訓練攀岩是為了拍攝爬通道的戲，武術則結合了跆拳道和美式空手道。一名飾演溺死感染者的女演員在拍攝部分橋段時需進行水肺潛水。製片人波特扮成其中一隻殭屍。

### 拍攝

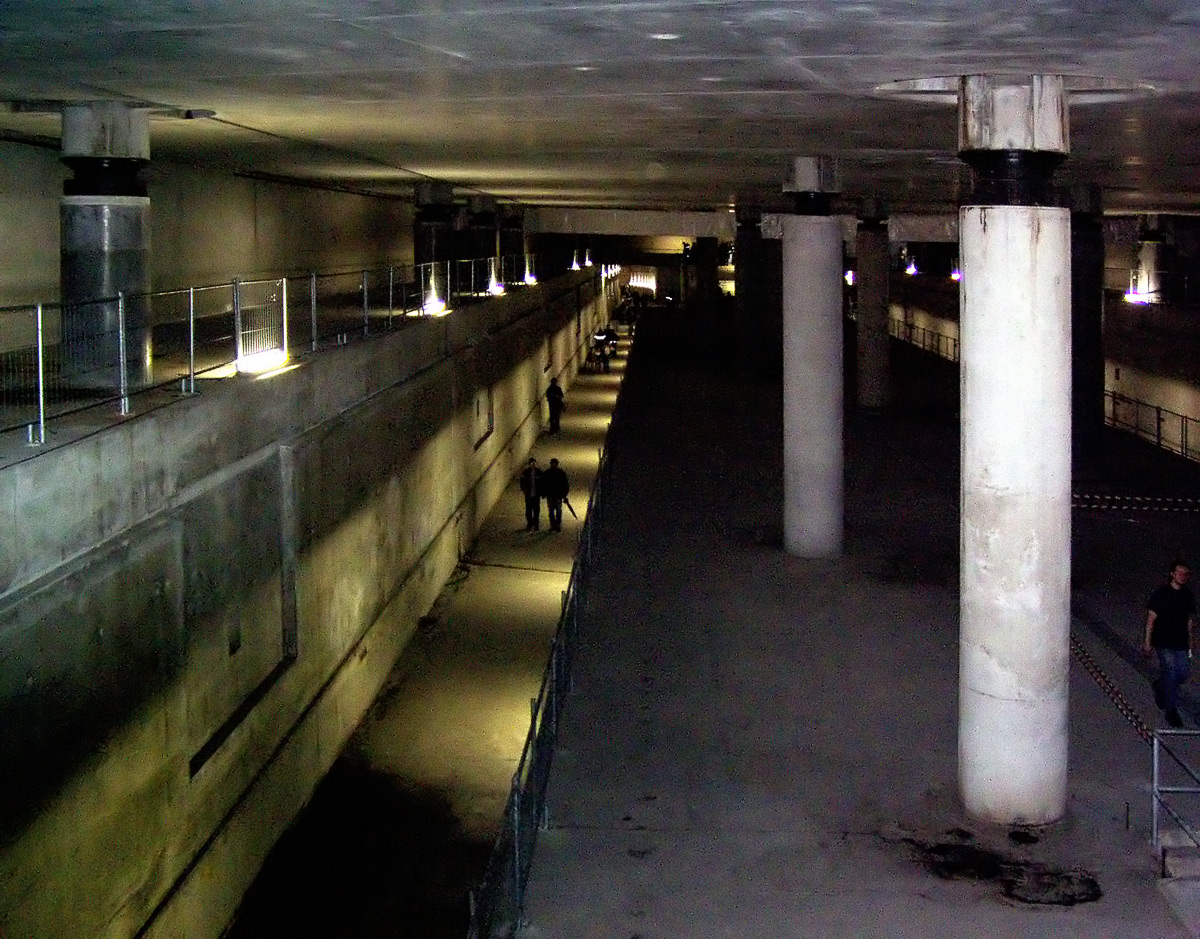
柏林地鐵國會站一景，攝於2004年

主体拍摄於2001年3月5日在德國柏林開始，為期11週，至該年夏季（2001年5月）拍攝完畢。劇組在柏林多處取景，也在阿德勒斯霍夫製片廠的攝影棚內拍戲，本片是繼《貓眼》後第二部借用那座新設施的電影。為了讓演員之間較容易建立起劇本要求的情誼，安德森照著劇情順序拍攝。
電影的地下橋段皆於柏林拍攝，地下橋段佔電影的大部分，安德森希望盡可能用實景拍攝而不是布景，前者有後者難以達到的真實感，也有助於演員演戲。劇組勘查過美國沙漠的廢棄导弹发射井、英國地下碉堡和波恩的防核碉堡，覺得後兩者看起來太像二戰時期的產物，最後在看過國會站後認定柏林地鐵是最適合的地下空間。除了當時未啟用的國會站以外，蘭茨伯格大道站、克蘭普尼茨軍營和林德斯泰特城堡也是本片在德國的取景地，其中林德斯泰特城堡據稱是片中宅邸的取景處。德國的三個機構贊助了本片，分別是柏林與布蘭登堡電影委員會、電影推廣機構（FFA）和巴伐利亞影視基金。對於片尾的地面場景，安德森認為拉昆市是典型美國中部城市，便在加拿大多倫多取景。電影的最後一幕是拉遠鏡頭，使用了特殊設備「Camcat」。
在攝影棚搭景時，攝影指導大衛·強森（David Johnson）與美術指導理查·布里吉蘭（Richard Bridgland）將打光設備做成布景的一部分，做出實時的照明，這是強森參考《異形》的作法。另一方面，強森認為遊戲給他的感覺是令人不寒而慄的孤獨，在本片中他會將非常黑暗的長廊點亮，不留影子，將孤立感最大化。強森最自豪的場景是通往紅后主機室的玻璃長廊，他稱那段是明確向《2001太空漫遊》致敬。

### 設計與特效
美術指導理查·布里吉蘭在電影中只安排了當代的科技產品，避免過於卡通風格或明顯帶有科幻元素的設計。設計蜂巢內部場景時，布里吉蘭最看重的是「迷宮」的概念，並參考遊戲讓某些場景在視覺上讓人迷失，使人沒把握自己身在何處。設計團隊參觀過德國和英國的核子地堡，布里吉蘭從幾位運用混凝土板的日本當代建築師得到靈感，並結合玻璃與鋼鐵，設計出擁有堅固外觀的布景。劇組在英國的謝珀頓製片廠做了一些搭景的前置作業，不過後來他們找到了柏林地鐵的國會站。國會站也是以混凝土構成，與布里吉蘭的設想相近，布里吉蘭稱這彷彿平白得到值500萬美元的布景。
安德森希望片中的殭屍外觀不同於羅梅羅和盧西歐·富奇的風格，並且盡可能寫實。負責殭屍的化妝、假肢及CG成員到停屍間看了很多屍體，也閱讀許多醫學書籍，花費7個月來測試殭屍的外觀。電影裡的殭屍身上是九成化妝，一成CG。安德森補充說明道，幾十年前的殭屍電影（如羅梅羅的作品）只能依靠化妝，因此在呈現失去身體部份的殭屍時不盡理想，如今CG可以解決這個問題。對於殭屍們的動作，安德森聘請電影《搖擺狂潮》（1993年）的舞蹈教練沃納·范·艾登（Warner Van Eeden）來操刀，確保殭屍的動作不會淪為滑稽可笑。
對於其他變種怪物，安德森在編劇前問過許多粉絲，決定片中必須要出現遊戲裡的殭屍狗和舔食者。殭屍狗是以實拍呈現，狗隻都經過化妝，並在馴狗師的幫助下做出拍攝需要的動作。安德森稱，殭屍狗的橋段可說是前無古人，馴狗師也從沒接過類似的任務。幫狗化妝的難處包含狗會舔身上的妝。電影中的舔食者是機械電子偶加上计算机图形後製，其動作參考自真實的生物。劇組製作了兩個不同的道具模型。其中一個機動性較好，後半開洞，一人將上半身鑽進裏頭操控，可拍攝跳躍等移動場景。另一個操控性較佳，可用無線電遙控控制頭部和嘴，木偶操縱師在模型身後操控。本片的數位特效由The Computer Film Company打造。

### 配樂
本片的電影配樂由電影配樂家馬可·貝爾特拉米與搖滾歌手瑪麗蓮·曼森創作。安德森想要模仿約翰·卡本特早期電影的配樂，使用緊湊的電子音樂取代傳統管弦樂，再添上21世紀的感覺。安德森很欣賞貝爾特拉米為《驚聲尖叫》及《秘密客》譜寫的配樂，認為貝爾特拉米和曼森合作便能達到他的期望。創作配樂期間，貝爾特拉米與曼森每周會見面一兩次，地點在其中一人的工作室。相較於貝爾特拉米，曼森未受過正規音樂訓練，憑感覺創作電影配樂。貝爾特拉米以旋律著手，而曼森更像是音效設計師，曼森會先創造織體，再根據安德森的評價，將織體發展成曲子。安德森等人稱本片的配樂為「Scource Music」，因為其同時具有來源音樂（Source Music）和電影配樂（Score）的感覺。
曼森選擇不創作搖滾曲子，反而使用了電子音樂的風格，他與安德森都認為電子音樂比搖滾樂更為冰冷無情，很適合電影的調性（特別是戰鬥場景）。曼森大量使用重金屬吉他元素，並以有節奏、獨特的織體來強化電影場景。在為有些恐怖片段配樂時，曼森會加入氛围音乐，並稱大衛·林區電影如《象人》和《藍絲絨》對此有關鍵影響。曼森注意到電影裡的三大元素，並將之融入配樂當中，分別是：童稚（紅后）、冰冷感和生物感、法西斯軍事元素（特種部隊）。
電影原聲帶於2002年3月12日發行。

## 與電子遊戲的關聯
本片的劇本是原創的前傳故事，時間線比初代遊戲早一個月，結尾則銜接至《生化危機2》的開頭。片中艾莉絲的伴侶兼同事史班遜（Spence）之名致敬初代遊戲的主要場景史賓賽宅邸（Spencer Mansion）。電影中的火車「Alexi-5000」借鑒自《生化危機2》的火車「Galaxie-5000」，「Alexi」致敬《生化危機 聖女密碼》的反派艾莉西亞·阿修佛德。殭屍狗、舔食者，甚至是艾莉絲走出宅邸見到的烏鴉，都是系列遊戲中玩家會遇到的敵人。片尾麥特被送至奈密斯計畫，預言續集將出現遊戲裡的敵人「追跡者」。艾莉絲撿起的散彈槍上有特殊戰略及救援部隊（S.T.A.R.S.）的標誌，初代遊戲的主角便屬於這個部隊。

## 上映
電影於2002年3月15日在北美院線上映，3月21日在德國上映，4月3日在法國上映，7月12日在英國上映。

### 映前與宣傳
2001年3月起，有網路消息指出，電影官網http://www.resident-evil-movie.com/的域名已被註冊，但6月才會啟用。2002年1月，美國電影協會網站Filmratings.com公告本片分級，儘管安德森已經減少了血腥程度（相較於遊戲），電影仍被分為R級。據稱電影原本的分級是更嚴格的NC-17，安德森不得不做出一些刪剪。一刀未剪版有經過試映，但從未正式上映。
2001年12月，索尼宣布了一項海報設計投稿活動，隔年1月將選出五件決選作品，再開放網路投票表決，獲勝作品將成為正式海報。勝出的設計者將得到數個獎勵。2002年2月，23歲的前電玩雜誌設計師尼克·德·巴雷斯（Nick Des Barres）的作品勝出。

### 票房
在北美，本片於2,528家電影院開畫，同期新片有《冰川时代》和等。本片的首映週末票房為1,820萬美元，僅次《冰川时代》（4,790萬美元）排名亞軍，並使本片成為當時美國首週末票房最好的德國電影。《綜藝》雜誌認為本片的開畫成績超乎預期，並指出本片和《魔宮帝國》及《古墓奇兵》是少數商業表現良好的電玩改編電影。隔週末，本片進帳660萬美元，較上週下降63%，排名第五。德國是繼美國之後第二個上映的地區，首週末三天票房約140萬美元，排名第二。
根據The Numbers的數據，本片的北美票房為4011萬美元，北美以外地區票房為6366萬美元，全球總計1億378萬美元。本片在原著遊戲的原產地日本收穫23億日圓，是該國年度票房第14高的外國電影。

## 迴響

### 影評
| 綜合得分     | 綜合得分 |
| 來源         | 評分     |
| ------------ | -------- |
|              | 33/100   |
| 爛番茄       | 35/100   |
| 評論得分     |          |
| 來源         | 評分     |
| 芝加哥太陽報 | [ 99 ]   |
| 芝加哥論壇報 | [ 100 ]  |
| 帝國雜誌     | [ 101 ]  |
| BBC          | [ 102 ]  |
| 娛樂周刊     | C+       |

《2002惡靈古堡》在影評人之間的評價褒貶不一，但負面評論居多。根据評論匯總网站爛番茄汇总的131篇评论文章，35%的评论家给予该作正面评价，平均打分为4.60分（满分10分）。该网站总结的评论家共识是“《2002年惡靈古堡》如同其他電玩改編電影，既吵鬧又暴力、既俗套又庸俗。”在Metacritic網站上，本片得到「負面評論為主」的綜合評分，獲得了33/100分（24位影評人）。據美國CinemaScore所進行的調查，觀眾的平均評價於A+至F間落於「B」。
對於本片的風格，《紐約時報》的史蒂芬·霍登認為，《2002惡靈古堡》結合了未來主義科技驚悚和殭屍尖叫兩種題材。《芝加哥論壇報》的勞勃·K·艾爾德稱電影具有現代感，且少見地成功復刻玩家在玩遊戲時的感覺。《帝國雜誌》的威廉·湯瑪斯（William Thomas）認為電影表面上來看就是原作遊戲的誇大版，但毫無遊戲的陰森感。製作品質方面，《綜藝》雜誌的史考特·方達斯（Scott Foundas）稱讚電影製作精良，例如殭屍和變種怪物，但《芝加哥太陽報》的羅傑·艾伯特覺得殭屍像醉漢一樣動作難看，湯瑪斯也覺得殭屍比以往同類作品（例如羅梅羅的電影）遜色。
影評人大多批評片中劇情和角色形象。方達斯批評本片更像是用原作素材對粉絲獻殷勤，而不是打造真正扣人心弦的娛樂，可說是空洞無比。湯瑪斯指摘本片的劇情和動作戲不連貫，伊伯特亦稱電影劇情有思緒不周之處，且角色台詞僅由命令、解釋、感嘆等構成。艾爾德覺得角色形象單薄、難以共感，不過主角失憶的設定可使觀眾以近乎第一人稱來觀賞電影發展。演員演出方面，BBC的尼爾·史密斯（Neil Smith）讚賞米歇尔·罗德里格兹是一大亮點，方達斯則覺得米拉·乔沃维奇是全片最大驚喜。
整體而言，艾爾德在影評中寫道：「《2002惡靈古堡》以反企業的訊息為殭屍電影注入新血，同時仍能嚇到觀眾及提供令人心跳加快的動作戲。」史密斯覺得這部節奏不間斷的電影比遊戲還要更暴力、粗劣且無腦，但也稱遊戲粉絲對此想必滿意，反之湯瑪斯認為本片會令遊戲迷及殭屍迷失望。艾伯特認為本片讓人看不下去，想要甩門離場，並將該片列為他最痛恨的電影之一。電影製片人詹姆斯·卡梅隆在電影上映多年後稱，本片是他心目中「帶有罪惡感的愉悅」之一。

### 獎項
| 獎名     | 頒獎日期      | 獎項                        | 入圍者                                      | 結果 | 來源    |
| -------- | ------------- | --------------------------- | ------------------------------------------- | ---- | ------- |
| 土星獎   | 2003年5月18日 | 最佳恐怖電影                | 《》                                        | 提名 | [ 109 ] |
| 土星獎   | 2003年5月18日 | 最佳電影女主角              | 米拉·乔沃维奇                               | 提名 | [ 109 ] |
| 金預告獎 | 2004年        | 最原創作品（Most Original） | 《2002惡靈古堡》預告（幕寶電影公司、Ignition Creative） | 獲獎 | [ 110 ] |

## 家用媒體
2002年7月30日，本片的特別版在北美發布，包含多項特別收錄，DVD交談网站給出「推薦」評價。2004年9月7日，北美地區發行了本片的DVD豪華版，收錄新的特別收錄內容。2007年9月4日，《生化危机》和《生化危机2：启示录》共同发布双碟特别“复活版”套装。2008年，《生化危机》前三部作品共同发布和蓝光套装。2012年问世的“生化危机收藏版”和蓝光套装包含前四部电影，前五部的和蓝光套装则在同年12月面世。2017年5月，包含全部六部《生化危机》系列电影的“生化危机完整收藏版”蓝光套装发布，超高清蓝光光碟套裝於2020年發行。

## 電影小說
本片的電影小說共有兩種版本，其一由日本作家牧野修創作，於2002年出版，其二由基斯·R·A·迪坎迪多創作，於2004年出版。
牧野修版本
| 書名 | 出版社         | 出版日期      | 叢書         | 規格   | 頁數  | ISBN               | 備註    |
| ---- | -------------- | ------------- | ------------ | ------ | ----- | ------------------ | ------- |
|      | 講談社（日本） | 2002年7月24日 | 角川恐怖文庫 | 文庫本 | 292頁 | ISBN 9784043522040 | [ 123 ] |

迪坎迪多版本
| 書名 | 出版社           | 出版日期 | 叢書 | 規格 | 頁數  | ISBN                   | 備註    |
| ---- | ---------------- | -------- | ---- | ---- | ----- | ---------------------- | ------- |
|      | 口袋書店（美國） | 2004年   |      |      | 288頁 | ISBN 978-0-7434-9291-1 | [ 124 ] |

## 續集
2002年3月，演員艾力·馬比烏斯透露，由於本片表現良好，續集已在準備當中。續集《惡靈古堡2：啟示錄》在2004年上映，在那之後的續作還有《惡靈古堡3：大滅絕》（2007年）、《生化危機4：陰陽界》（2010年）、《生化危机：惩罚》（2012年）與《惡靈古堡：最終章》（2016年）。安德森擔任每部電影的編劇，但因故未執導第二集和第三集。

## 備註
1. ↑  片尾名單僅顯示本片由英國、德國合拍。另有資料指出，法國和美國也是本片的產地[3][4]。
2. ↑  原文為「The Hive」，臺灣版DVD又譯「大本營」。
3. ↑  後來也擔任本片的執行製片人[1]。
4. ↑  原文：

### 引用作品
書籍
- (pdf). 臺灣: 國家電影資料館. 2003  [2023-07-19]. （原始内容存档 (PDF)于2023-01-14） –國家電影資料館 （中文（臺灣））.
- Holland, Samantha; Shail, Robert; Gerrard, Steven. . Emerald Publishing Limited. 2019. ISBN 9781787698970 –Google Books （英语）.

雜誌
- Jones, Alan. . Cinefantastique. April 2002, 34 (2): 10-13 –Internet Archive （英语）.

影音
- Paul W. S. Anderson, Milla Jovovich, Michelle Rodriguez, Jeremy Bolt.  (DVD). Sony Entertainment. 2002 （英语）.
- Crew.  (Special Edition DVD). Sony Entertainment. 2002 （英语）.（說明：「第〇分鐘處」指的是相關內容出現在〇分鐘0秒至〇分鐘59秒之間）
  - .  事件发生在 第0分鐘～第11分鐘. 2002.
  - .  事件发生在 第11分鐘～第12分鐘. 2002.
  - .  事件发生在 第12分鐘～第15分鐘. 2002.
  - .  事件发生在 第15分鐘～第19分鐘. 2002.
  - .  事件发生在 第19分鐘～第46分鐘. 2002.
  - .  事件发生在 第46分鐘～第47分鐘. 2002.

## 額外資料
影音
- Linder, Brian. . IGN. 2002-03-12  [2023-07-20]. （原始内容存档于2023-07-20） （英语）.
- IGN Staff. . IGN. 2002-03-14  [2023-07-20]. （原始内容存档于2023-07-20） （英语）.

## 外部連結
- 官方网站 （页面存档备份，存于）（英文）
- 互联网电影数据库（IMDb）上的资料（英文）
- AllMovie上的资料（英文）
- Box Office Mojo上的資料（英文）
- 爛番茄上的資料（英文）
- Metacritic上的資料（英文）
- Yahoo奇摩電影上的資料（繁體中文）
- 開眼電影網上的資料（繁體中文）
- 豆瓣电影上的資料 （简体中文）
- 时光网上的資料（简体中文）